# Tibor Serly
Tibor Serly (Losonc, Hungría, 25 de noviembre de 1901 – Londres, 8 de octubre de 1978) fue un solista de viola y compositor húngaro, cuya mayor celebridad se debe a haber completado algunas obras póstumas de Béla Bartók.

## Biografía
Tibor Serly nació en la ciudad entonces húngara de Losonc, en la región de Banská Bystrica, localidad hoy perteneciente a Eslovaquia con el nombre de Lučenec. Fue alumno de Zoltán Kodály y se convirtió más tarde en el principal discípulo de Béla Bartók, al que admiraba profundamente. Su asociación con Bartók fue para él tanto una suerte como una desdicha: hizo grandes esfuerzos por popularizar la música de su maestro, arreglando obras seleccionadas para distintas combinaciones de instrumentos; pero esta labor, al tiempo que le hizo conocido, atrajo mayor atención sobre estas obras en cierto modo menores que sobre sus propias composiciones.
A petición de los herederos de Bartók, Serly se encargó de completar el Concierto para viola, que su maestro había dejado inconcluso a su muerte en 1945. En esta labor empleó dos o tres años de laboriosos esfuerzos para compilar, ordenar y arreglar los numerosos borradores que había dejado el compositor fallecido, convirtiéndolos en una composición interpretable. El resultado de su labor es hoy una de las piezas más frecuentadas del repertorio para viola. El mismo Serly se encargó también de añadir los 17 últimos compases del póstumo  Concierto para piano n.º 3 de su maestro.
Una de las obras originales de Serly que ha alcanzado mayor fama es su Rapsodia para viola y orquesta.  En una especie de justicia poética, la labor de Serly al poner al alcance del público el Concierto para viola de Bartók se ha visto recompensada por la circunstancia de que su propia obra para este instrumento acompañe frecuentemente a la más famosa de su maestro en grabaciones e interpretaciones en vivo.
Serly enseñó composición en la Manhattan School of Music de Nueva York, entre otras instituciones, y también frecuentó la dirección de la Orquesta de la Radio Danesa, con la que dirigió sus propias composiciones. Como intérprete de viola, Serly obtuvo plaza en la Orquesta Sinfónica de la NBC en su temporada inaugural, 1937-1938, puesto que abandonó al concluir la temporada para centrarse en su actividad compositiva.
Como resultado de sus reflexiones sobre los avances en el campo de la armonía en la obra de diversos compositores del siglo XX, Serly desarrolló lo que denominó un lenguaje musical "enarmónico". En su libro Modus Lascivus (1975) exploró un conjunto de 82 acordes de terceras básicos. Serly tituló varias de sus últimas obras como escritas "in modus lascivus," incluyendo sonatas para violín, viola y piano. Su Concertino 3 X 3 usa este sistema de composición, pero es más notable por su estructura fomal: se compone de nueve movimientos, los tres primeros para piano solo, los tres centrales para orquesta sin piano, y los tres últimos combinando los dos grupos previos, tocados simultáneamente.

## Obras
- Sinfonía n.º 2 en Dos Movimientos, para Madera, Metal y Percusión
- Rapsodia sobre Canciones Populares Armonizadas por Béla Bartók, para Viola y Orquesta (1946–48)
- Concierto para Viola y Orquesta (1929)
- Concierto para Violín y Sinfonía de Viento (1955-58)
- Concierto para dos Pianos y Orquesta (1958)
- Concierto para Trombón y Orquesta (1951)
- Piano Sonata No. 1 in "Modus Lascivus" (1946)
- Rapsodia para Viola y Orquesta
- Concertino 3 x 3

- Datos: Q1071272
- Multimedia: Tibor Serly / Q1071272